# Згурский, Пётр Александрович
Пётр Александрович Згурский (бел. Пётр Аляксандравіч Згурскі; род. 12 июля 2001, Добруш, Гомельская область) — белорусский футболист, нападающий.

## Карьера

### «Гомель»
В 2016 начал заниматься футболом в РУОРе, откуда потом в 2018 году перешёл в «Гомель», где стал выступать в дублирующем составе клуба. В этом же году в концовке сезона стал подтягиваться с играм с основной командой. Дебютировал за клуб 16 июня 2019 против брестского «Динамо», заменив на 83 минуте Руслана Болова. Также в дублирующем составе за сезон провёл 15 матчей, в которых отличился 8 голами и результативной передачей.

#### Аренда в «Спутник» Речица
В августе 2019 года отправился в аренду в речицкий «Спутник». Дебютировал за клуб 31 августа 2019 года против гомельского «Локомотива», выйдя на азмену на 86 минуте. Провёл за клуб 7 матчей, с основном выходя на поле со скамейки запасных, в которых результативными действиями не отличился. По окончании аренды покинул клуб.

#### Аренда в «Крумкачи»
В марте 2020 года отправился в аренду в «Крумкачи». Дебютировал за клуб 26 апреля 2020 года в матче против светлогорского «Химика», выйдя на замену на 84 минуте. Весь сезон провёл как игрок замены, выйдя на поле всего 8 раз, где результативными действиями не отличился. По окончании аренды покинул клуб. По возвращении в гомельский клуб стал выступать в дублирующем составе. Провёл за вторую команду 12 матчей, в которых отличился 7 голами и 2 результативными передачами.
В июле 2021 года снова отправился в аренду в «Крумкачи». Первый матч сыграл 10 июля 2021 года против «Орши», где забил свой дебютный гол. По окончании аренды снова покинул клуб, так и не закрепившись в основной команде. В общей сложности провёл за клуб 15 мачей, в которых забил 1 гол, а также дважды становился бронзовым призёром Первой Лиги.

### «Бумпром»
С начала сезона 2022 года снова продолжил выступать в дублирующем составе гомельчан. В августе 2022 года на правах свободного агента стал игроком «Бумпрома» из Второй Лиги. Дебютировал за клуб 6 августа 2022 года против ДЮСШ из Добруша, отличившись хет-триком. За первые 7 матчей за клуб в чемпионате отличился 14 голами и помог занять первое место в гомельском дивизионе, тем самым выйдя в этап плей-офф.
В феврале 2023 года футболист продлил контракт с клубом ещё на сезон. Первый матч за клуб сыграл 1 апреля 2023 года против клуба «Нива». Первый гол в сезоне забил 8 апреля 2023 года в матче против могилёвского «Днепра». В мае 2023 года футболист покинул гомельский клуб. За время в клубе в 20 официальных встречах во всех турнирах отличился 16 забитыми голами и 5 результативными передачами.

## Международная карьера
Выступал за юношеские сборные Беларуси до 17 и до 19 лет на квалификационных матчах юношеских чемпионатов Европы 17 и 19 лет соответственно.